# Trapvechtkwartels
Trapvechtkwartels (Pedionomidae) zijn een familie van vogels uit de orde steltloperachtigen (Charadriiformes). De familie telt één soort.

## Taxonomie
Deze familie werd, net als de vechtkwartels tot 1990 beschouwd als verwant aan de hoendervogels. Uit DNA-onderzoek naar de taxonomie van de vogels bleek verwantschap met de Steltloperachtigen (Charadriiformes). Later DNA-onderzoek wees uit dat de familie het meest verwant is aan de Kwartelsnippen en dat deze families samen dicht bij de clade staan waarin ook de families Jacanidae en de Scolopacidae zijn ondergebracht.
Er is één geslacht met maar één soort:
- Geslacht Pedionomus
  - Pedionomus torquatus (Trapvechtkwartel)

Vechtkwartels · Jacana's · Goudsnippen · Krabplevieren · Scholeksters · Ibissnavels · Steltkluten en kluten · Grielen · Renvogels en vorkstaartplevieren · Kieviten en plevieren · Magelhaenplevieren · Strandlopers en snippen · Kwartelsnippen · Trapvechtkwartels · Goudsnippen · IJshoenders · Jagers ·Pluvianidae (krokodilwachter) · Meeuwen, schaarbekken en sterns · Alken